# Східні варвари
Східні варвари (кит.: 夷, ї; також кит.: 東夷, дун'ї, «ї сходу») — термін китаєцентричної політичної філософії. У класичних китайських текстах позначає усіх мешканців Землі, які живуть на схід від Китаю
Окрім Китаю термін використовувався країнами, які послуговувалися поняттям Піднебесна: Кореєю, Японією, Монгольською імперією тощо.
Термін ї використовувався також для назви іноземців загалом, окремо або у сполученні із ді (夷狄, див. Північні варвари).